# Het verhoor
Het verhoor is een hoorspel naar het boek Vernehmungsprotokolle November ’76 bis September ’77 (1978) van Jürgen Fuchs. Manfred van Eyk bewerkte het en de NCRV zond het uit in het programma Literama-maandag op maandag 24 september 1979, van 21:30 uur tot 22:25 uur. De regisseur was Ab van Eyk.

## Rolbezetting
- Peter Römer (Fuchs)
- Bob van Tol (stem 1)
- Erik Plooyer (stem 2)
- Paul van Gorcum (stem 3)
- Cees van Ooyen (stem 4 & chauffeur)
- Paul van der Lek (stem 5)
- Willy Ruys (advocaat)

## Inhoud
Nadat hij de door prominente schrijvers uit de DDR ontworpen protestverklaring tegen de ontneming van Wolf Biermanns staatsburgerschap had ondertekend, wordt de Oost-Duitse schrijver Jürgen Fuchs opgehaald door de Staatssicherheitsdienst, met de mededeling “We hebben opdracht gekregen u te arresteren”. Dan begint er een lang proces, dat eindigt met zijn (gedwongen) uitwijzing. In zijn boek beschrijft hij nauwkeurig de reeks verhoren die hij gedurende zijn verblijf in de gevangenis moet ondergaan. De negen maanden voor zijn uitwijzing wordt hij vrijwel dagelijks verhoord. Geen verslag van geweldpleging of marteling, maar van een subtiele ondervragingstechniek, gericht op de geleidelijke geestelijke ondermijning en ineenstorting van de ondervraagde. Met behulp van opgerolde stukjes zilverpapier en afgebrande lucifers heeft Fuchs zijn aantekeningen gemaakt. De rest was een kwestie van goed onthouden. Uiteindelijk moet hij kiezen tussen een lange gevangenisstraf of uitwijzing. “Hoe groot moet een vernedering zijn, waarvan je niet meer herstelt? Wanneer ben je redelijk, slim, verstandig? En wanneer… ben je een verrader?” vraagt hij zich aan het slot van het spel af.